# Jeffrey Raff
Jeffrey Raff (1946) es un doctor en psicología, analista junguiano, profesor, conferenciante y escritor estadounidense.

## Trayectoria
Jeffrey Raff recibió su B. A. del Bates College, su M. A. en psicología de la New School for Social Research y un Ph. D. en psicología del Union Graduate Institute. Asistió al C.G. Jung-Institut Zürich de 1972 a 1976, graduándose como analista junguiano diplomado.
El Dr. Raff ha sido analista junguiano en la práctica privada en Denver, Colorado, desde 1976, durante más de 35 años. Fue expresidente del Instituto Jung de Colorado, donde actualmente se desempeña como analista de formación.
Se ha dedicado no solo a trabajar con individuos sino al estudio del mundo interior. En esta búsqueda, ha desarrollado ideas originales para comprender la naturaleza de la búsqueda espiritual y las formas en que puede llevarse a cabo. Sus ideas sobre la imaginación, el reino transpsíquico y las figuras internas se combinan para transmitir un camino espiritual original y emocionante.
Además de su práctica privada, Raff es un conocido profesor de pensamiento junguiano, alquimia, cábala y temas relacionados, y ha estado estudiando tanto la alquimia como la tradición espiritual esotérica durante más de 50 años.

## Obra
Además de dar conferencias en Estados Unidos, es autor de numerosos artículos sobre chamanismo, cábala y alquimia, así como de varios libros:
- The Sacred Heritage: The Influence of Shamanism on Analytical Psychology (obra colectiva en la que coloboró con dos ensayos, "The Ally" y "The Felt Vision", 1997)
- Jung and the Alchemical Imagination (2000; edición en castellano Jung y la imaginación alquímica, Ediciones Atalanta, 2022)[7]
- Healing the Wounded God (junto a Linda Vocatura, 2002)
- The Wedding of Sophia (2003)
- The Practice of Ally Work (2006)

## Edición en castellano
- Raff, Jeffrey (2022). Jung y la imaginación alquímica. Traducción Francisco López Martín, cartoné, 336 páginas, colección Imaginatio vera 148. Vilaür: Ediciones Atalanta. ISBN 978-84-12-43151-3.